# Hiệp hội Thử nghiệm và Đánh giá Quốc tế
Hiệp hội Thử nghiệm và Đánh giá Quốc tế, viết tắt theo tiếng Anh là ITEA (International Test and Evaluation Association) là một tổ chức phi chính phủ, phi lợi nhuận quốc tế hoạt động trong lĩnh vực 
kiểm tra và đánh giá kỹ thuật.
ITEA thành lập năm 1980, nhằm tiếp tục trao đổi thông tin kỹ thuật trong lĩnh vực kiểm tra và đánh giá. Thành viên là các chuyên gia, sinh viên và các cơ quan doanh nghiệp tham gia vào việc phát triển và ứng dụng các hệ thống và sản phẩm hiện có chính sách và kỹ thuật được sử dụng để đánh giá hiệu quả, độ tin cậy và an toàn mới.

## Mục tiêu
- Cung cấp cho một tổ chức dành cho những người có lợi ích chung trong kỷ luật của kiểm tra, đánh giá và những người muốn nuôi dưỡng, bảo tồn và thúc đẩy nghệ thuật và khoa học của các bài kiểm tra và đánh giá.
- Cung cấp cho việc trao đổi ý tưởng và thông tin trong lĩnh vực kiểm tra và đánh giá.
- Tiến hành các cuộc họp chuyên nghiệp, bao gồm các hội nghị chuyên đề, hội thảo, hội thảo và khóa học về công nghệ và quản lý có liên quan trong lĩnh vực kiểm tra và đánh giá.
- Tăng cường giáo dục trong lĩnh vực kiểm tra và đánh giá bằng cách tiến hành hội nghị chuyên đề, hội thảo, hội thảo và khóa học về lý thuyết và thực hành các bài kiểm tra và đánh giá.
- Hỗ trợ và thúc đẩy sự phát triển và tiến bộ của các nhà nước của nghệ thuật trong kiểm tra và đánh giá trong các ngành liên minh của khoa học, công nghệ và quản lý.
- Khuyến khích các mục tiêu tương tự như trong các tổ chức có liên quan, bao gồm chính phủ, ngành công nghiệp, các học viện, và các xã hội chuyên nghiệp.
- Ghi nhận những tiến bộ trong, và đóng góp cho thử nghiệm và đánh giá.
- Tài liệu lịch sử của thử nghiệm và đánh giá.
- Kỷ niệm những thành tựu của những người đã có những đóng góp đáng kể cho lĩnh vực kiểm tra và đánh giá.
- Tài trợ cho các ấn phẩm liên quan đến kiểm tra và đánh giá.[2]

## Điều hành
ITEA họp hội nghị theo kỳ 2 năm, trong đó có việc bầu ban điều hành mới.
Các chủ tịch ITEA 
- 22. 2015-2017: B. Gene Hudgins
- 21. 2013-2015: Charles "Chas" G. McKee
- 20. 2011-2013: Mark D. Brown
- 19. 2010-2011: Stephanie H. Clewer
- 18. 2009-2010: Russell L. "Rusty" Roberts
- 17. 2007-2009: John Smith
- 16. 2006-2007: Thomas J. MacDonald
- 15. 2004-2006: Robert T. Fuller
- 14. 2002-2004: Gary L. Bridgewater
- 13. 2000-2002: John B. Foulkes
- 12. 1999-2000: John V. Bolino
- 11. 1997-1999: John F. Gehrig
- 10. 1997: Patricia A. Sanders
- 09. 1994-1996: Donald R. Greenlee
- 08. 1992-1994: Marion Williams
- 07. 1990-1992: Matthew T. Reynolds
- 06. 1988-1990: Robert W. Klementz
- 05. 1986-1988: Ralph F. Wetzl
- 04. 1985-1986: John V. Bolino
- 03. 1984-1985: Bradford S. Granum
- 02. 1983-1984: Charles K. Watts
- 01. 1980-1983: Allen T. Matthews

## Xuất bản
Tạp chí ITEA Journal of Test and Evaluation xuất bản 4 kỳ mỗi năm . Tạp chí này không được SCImago Journal Ranking đánh giá.
Chú ý: Cần phân biệt với tạp chí Journal of Test and Evaluation của Hiệp hội Thí nghiệm và Vật liệu Hoa Kỳ (American Society for Testing and Materials) có danh tiếng hơn và có được SCImago đánh giá.